# Tour de Wallonie 2025
La 52e édition du Tour de Wallonie, officiellement Ethias Tour de Wallonie 2025, une course cycliste sur route pour hommes par étapes, a lieu en Belgique du 26 au 30 juillet 2025. L'épreuve est disputée à travers la Wallonie en cinq étapes entre Nassogne et Bertrix. Elle fait partie du calendrier UCI ProSeries 2025 (deuxième niveau mondial) en catégorie 2.Pro.

## Parcours
La première étape se déroule en boucle autour de Nassogne sur un parcours ardennais vallonné et s'achève par un sprint en côte. Le lendemain, le parcours de Huy à Sambreville suit un profil moins accidenté. La troisième étape, entre Estinnes et Antoing, parcourt sur un tracé globalement plat. Au départ de Welkenraedt, la quatrième journée peut être considérée comme l'étape reine du Tour de Wallonie 2025. Elle est ponctuée d'ascensions de Liège-Bastogne-Liège comme le col du Rosier, la côte de La Redoute et la Roche-aux-faucons puis deux fois la Haute Rochette à Ivoz-Ramet dont le second passage est situé à six kilomètres de l’arrivée à Seraing. La dernière étape se court en Ardenne autour de Bertrix, comprend huit côtes répertoriées et se termine par trois circuits locaux vallonnés.

## Équipes participantes
| WorldTeams (11)- Alpecin-Deceuninck - Arkéa-B&B Hotels - Bahrain-Victorious - Cofidis - Groupama-FDJ - Ineos Grenadiers - Intermarché-Wanty - Lidl-Trek - Movistar Team - Red Bull-BORA-hansgrohe - Team Jayco AlUla ProTeams (7)- Israel-Premier Tech - Lotto - Team Flanders-Baloise - Team TotalEnergies - Uno-X Mobility - VF Group-Bardiani CSF-Faizanè - Wagner Bazin WB Équipes continentales (2)- Tarteletto-Isorex - Baloise Glowi Lions Équipe de cyclo-cross- Pauwels Sauzen-Cibel Clementines |
| |

## Étapes
| Étape     | Date      | Villes étapes         | type            | Distance (km) | Vainqueur d'étape | Leader du classement général |
| --------- | --------- | --------------------- | --------------- | ------------- | ----------------- | ---------------------------- |
| 1re étape | 26 juill. | Nassogne – Nassogne   | étape vallonnée | 182           | Corbin Strong     | Corbin Strong                |
| 2e étape  | 27 juill. | Huy – Sambreville     | étape de plaine | 154,5         | Oliver Knight     | Oliver Knight                |
| 3e étape  | 28 juill. | Estinnes – Antoing    | étape de plaine | 165,5         | Davide Donati     | Oliver Knight                |
| 4e étape  | 29 juill. | Welkenraedt – Seraing | étape vallonnée | 163           | Mathias Vacek     | Corbin Strong                |
| 5e étape  | 30 juill. | Bertrix – Bertrix     | étape vallonnée | 183,5         | Clément Izquierdo | Corbin Strong                |

## Déroulement de la course

### 1reétape
Dès le début de l'étape,  un groupe de cinq coureurs forme l'échappée du jour. Ludovic Robeet, le dernier des fuyards, est repris par le peloton à cinq kilomètres du terme. Le sprint est facilement remporté par Corbin Strong.
| \| Classement de l'étape \| Classement de l'étape \| Classement de l'étape \| Classement de l'étape \| Classement de l'étape \| \| Coureur \| Coureur \| Pays \| Équipe \| Temps \| \| --------------------- \| --------------------- \| --------------------- \| --------------------- \| --------------------- \| \| 1er \| Corbin Strong \| Nouvelle-Zélande \| Israel-Premier Tech \| 4 h 14 min 00 s \| \| 2e \| Rasmus Tiller \| Norvège \| Uno-X Mobility \| + 0 s \| \| 3e \| Anders Foldager \| Danemark \| Team Jayco AlUla \| + 0 s \| \| 4e \| Oliver Knight \| Royaume-Uni \| Cofidis \| + 0 s \| \| 5e \| Sandy Dujardin \| France \| Team TotalEnergies \| + 0 s \| \| 6e \| Jelte Krijnsen \| Pays-Bas \| Team Jayco AlUla \| + 0 s \| \| 7e \| Tibor Del Grosso \| Pays-Bas \| Alpecin-Deceuninck \| + 0 s \| \| 8e \| Natnael Tesfatsion \| Érythrée \| Movistar Team \| + 0 s \| \| 9e \| Mathias Vacek \| Tchéquie \| Lidl-Trek \| + 0 s \| \| 10e \| Toon Aerts \| Belgique \| Lotto \| + 0 s \| |                    |                  |                     |                 |
| |                    |                  |                     |                 |
| |                    |                  |                     |                 |
| Classement de l'étape |                    |                  |                     |                 |
| Coureur | Coureur            | Pays             | Équipe              | Temps           |
| 1er | Corbin Strong      | Nouvelle-Zélande | Israel-Premier Tech | 4 h 14 min 00 s |
| 2e | Rasmus Tiller      | Norvège          | Uno-X Mobility      | + 0 s           |
| 3e | Anders Foldager    | Danemark         | Team Jayco AlUla    | + 0 s           |
| 4e | Oliver Knight      | Royaume-Uni      | Cofidis             | + 0 s           |
| 5e | Sandy Dujardin     | France           | Team TotalEnergies  | + 0 s           |
| 6e | Jelte Krijnsen     | Pays-Bas         | Team Jayco AlUla    | + 0 s           |
| 7e | Tibor Del Grosso   | Pays-Bas         | Alpecin-Deceuninck  | + 0 s           |
| 8e | Natnael Tesfatsion | Érythrée         | Movistar Team       | + 0 s           |
| 9e | Mathias Vacek      | Tchéquie         | Lidl-Trek           | + 0 s           |
| 10e | Toon Aerts         | Belgique         | Lotto               | + 0 s           |

| \| Classement général \| Classement général \| Classement général \| Classement général \| Classement général \| \| Coureur \| Coureur \| Pays \| Équipe \| Temps \| \| ------------------ \| ------------------ \| ------------------ \| ------------------- \| ------------------ \| \| 1er \| Corbin Strong \| Nouvelle-Zélande \| Israel-Premier Tech \| 4 h 13 min 50 s \| \| 2e \| Rasmus Tiller \| Norvège \| Uno-X Mobility \| + 4 s \| \| 3e \| Anders Foldager \| Danemark \| Team Jayco AlUla \| + 6 s \| \| 4e \| Oliver Knight \| Royaume-Uni \| Cofidis \| + 10 s \| \| 5e \| Sandy Dujardin \| France \| Team TotalEnergies \| + 10 s \| \| 6e \| Jelte Krijnsen \| Pays-Bas \| Team Jayco AlUla \| + 10 s \| \| 7e \| Tibor Del Grosso \| Pays-Bas \| Alpecin-Deceuninck \| + 10 s \| \| 8e \| Natnael Tesfatsion \| Érythrée \| Movistar Team \| + 10 s \| \| 9e \| Mathias Vacek \| Tchéquie \| Lidl-Trek \| + 10 s \| \| 10e \| Toon Aerts \| Belgique \| Lotto \| + 10 s \| |                    |                  |                     |                 |
| |                    |                  |                     |                 |
| |                    |                  |                     |                 |
| Classement général |                    |                  |                     |                 |
| Coureur | Coureur            | Pays             | Équipe              | Temps           |
| 1er | Corbin Strong      | Nouvelle-Zélande | Israel-Premier Tech | 4 h 13 min 50 s |
| 2e | Rasmus Tiller      | Norvège          | Uno-X Mobility      | + 4 s           |
| 3e | Anders Foldager    | Danemark         | Team Jayco AlUla    | + 6 s           |
| 4e | Oliver Knight      | Royaume-Uni      | Cofidis             | + 10 s          |
| 5e | Sandy Dujardin     | France           | Team TotalEnergies  | + 10 s          |
| 6e | Jelte Krijnsen     | Pays-Bas         | Team Jayco AlUla    | + 10 s          |
| 7e | Tibor Del Grosso   | Pays-Bas         | Alpecin-Deceuninck  | + 10 s          |
| 8e | Natnael Tesfatsion | Érythrée         | Movistar Team       | + 10 s          |
| 9e | Mathias Vacek      | Tchéquie         | Lidl-Trek           | + 10 s          |
| 10e | Toon Aerts         | Belgique         | Lotto               | + 10 s          |

### 2eétape
Une première échappée de cinq hommes est rejointe par huit coureurs. De ce groupe, le Britannique Oliver Knight (Cofidis), l'Italien Lorenzo Milesi (Cofidis) et le Français Louis Rouland (Arkéa B&B Hotels) prennent les devants à 18 kilomètres de l'arrivée et résistent in extremis au retour du peloton. Oliver Knight s'impose.
| \| Classement de l'étape \| Classement de l'étape \| Classement de l'étape \| Classement de l'étape \| Classement de l'étape \| \| Coureur \| Coureur \| Pays \| Équipe \| Temps \| \| --------------------- \| --------------------- \| --------------------- \| --------------------- \| --------------------- \| \| 1er \| Oliver Knight \| Royaume-Uni \| Cofidis \| 3 h 25 min 49 s \| \| 2e \| Lorenzo Milesi \| Italie \| Movistar Team \| + 0 s \| \| 3e \| Louis Rouland \| France \| Arkéa-B&B Hotels \| + 0 s \| \| 4e \| Sandy Dujardin \| France \| Team TotalEnergies \| + 0 s \| \| 5e \| Luca Mozzato \| Italie \| Arkéa-B&B Hotels \| + 0 s \| \| 6e \| Kim Heiduk \| Allemagne \| Ineos Grenadiers \| + 0 s \| \| 7e \| Lewis Bower \| Nouvelle-Zélande \| Groupama-FDJ \| + 0 s \| \| 8e \| Mathias Vacek \| Tchéquie \| Lidl-Trek \| + 0 s \| \| 9e \| Milan Fretin \| Belgique \| Cofidis \| + 0 s \| \| 10e \| Corbin Strong \| Nouvelle-Zélande \| Israel-Premier Tech \| + 0 s \| |                |                  |                     |                 |
| |                |                  |                     |                 |
| |                |                  |                     |                 |
| Classement de l'étape |                |                  |                     |                 |
| Coureur | Coureur        | Pays             | Équipe              | Temps           |
| 1er | Oliver Knight  | Royaume-Uni      | Cofidis             | 3 h 25 min 49 s |
| 2e | Lorenzo Milesi | Italie           | Movistar Team       | + 0 s           |
| 3e | Louis Rouland  | France           | Arkéa-B&B Hotels    | + 0 s           |
| 4e | Sandy Dujardin | France           | Team TotalEnergies  | + 0 s           |
| 5e | Luca Mozzato   | Italie           | Arkéa-B&B Hotels    | + 0 s           |
| 6e | Kim Heiduk     | Allemagne        | Ineos Grenadiers    | + 0 s           |
| 7e | Lewis Bower    | Nouvelle-Zélande | Groupama-FDJ        | + 0 s           |
| 8e | Mathias Vacek  | Tchéquie         | Lidl-Trek           | + 0 s           |
| 9e | Milan Fretin   | Belgique         | Cofidis             | + 0 s           |
| 10e | Corbin Strong  | Nouvelle-Zélande | Israel-Premier Tech | + 0 s           |

| \| Classement général \| Classement général \| Classement général \| Classement général \| Classement général \| \| Coureur \| Coureur \| Pays \| Équipe \| Temps \| \| ------------------ \| ------------------ \| ------------------ \| ----------------------------- \| ------------------ \| \| 1er \| Oliver Knight \| Royaume-Uni \| Cofidis \| 7 h 39 min 38 s \| \| 2e \| Corbin Strong \| Nouvelle-Zélande \| Israel-Premier Tech \| + 1 s \| \| 3e \| Rasmus Tiller \| Norvège \| Uno-X Mobility \| + 5 s \| \| 4e \| Louis Rouland \| France \| Arkéa-B&B Hotels \| + 5 s \| \| 5e \| Timo Kielich \| Belgique \| Alpecin-Deceuninck \| + 5 s \| \| 6e \| Anders Foldager \| Danemark \| Team Jayco AlUla \| + 7 s \| \| 7e \| Filippo Magli \| Italie \| VF Group-Bardiani CSF-Faizanè \| + 7 s \| \| 8e \| Olivier Godfroid \| Belgique \| Baloise Glowi Lions \| + 10 s \| \| 9e \| Cériel Desal \| Belgique \| Wagner Bazin WB \| + 10 s \| \| 10e \| Sandy Dujardin \| France \| Team TotalEnergies \| + 11 s \| |                  |                  |                               |                 |
| |                  |                  |                               |                 |
| |                  |                  |                               |                 |
| Classement général |                  |                  |                               |                 |
| Coureur | Coureur          | Pays             | Équipe                        | Temps           |
| 1er | Oliver Knight    | Royaume-Uni      | Cofidis                       | 7 h 39 min 38 s |
| 2e | Corbin Strong    | Nouvelle-Zélande | Israel-Premier Tech           | + 1 s           |
| 3e | Rasmus Tiller    | Norvège          | Uno-X Mobility                | + 5 s           |
| 4e | Louis Rouland    | France           | Arkéa-B&B Hotels              | + 5 s           |
| 5e | Timo Kielich     | Belgique         | Alpecin-Deceuninck            | + 5 s           |
| 6e | Anders Foldager  | Danemark         | Team Jayco AlUla              | + 7 s           |
| 7e | Filippo Magli    | Italie           | VF Group-Bardiani CSF-Faizanè | + 7 s           |
| 8e | Olivier Godfroid | Belgique         | Baloise Glowi Lions           | + 10 s          |
| 9e | Cériel Desal     | Belgique         | Wagner Bazin WB               | + 10 s          |
| 10e | Sandy Dujardin   | France           | Team TotalEnergies            | + 11 s          |

### 3eétape
Un groupe de 12 coureurs se détache à 17 kilomètres du terme. Sous la flamme rouge, Fabio Van den Bossche (Alpecin-Deceuninck) et Davide De Pretto (Jayco AlUla) s'extraient de ce groupe mais le peloton les reprend à 200 mètres de la ligne d'arrivée. Le jeune Italien Davide Donati (Red Bull-Bora-Hansgrohe) s'impose au sprint devant Milan Fretin (Cofidis).  
| \| Classement de l'étape \| Classement de l'étape \| Classement de l'étape \| Classement de l'étape \| Classement de l'étape \| \| Coureur \| Coureur \| Pays \| Équipe \| Temps \| \| --------------------- \| --------------------- \| --------------------- \| ----------------------- \| --------------------- \| \| 1er \| Davide Donati \| Italie \| Red Bull-BORA-hansgrohe \| 3 h 33 min 23 s \| \| 2e \| Milan Fretin \| Belgique \| Cofidis \| + 0 s \| \| 3e \| Anders Foldager \| Danemark \| Team Jayco AlUla \| + 0 s \| \| 4e \| Corbin Strong \| Nouvelle-Zélande \| Israel-Premier Tech \| + 0 s \| \| 5e \| Tibor Del Grosso \| Pays-Bas \| Alpecin-Deceuninck \| + 0 s \| \| 6e \| Henrik Pedersen \| Danemark \| Uno-X Mobility \| + 0 s \| \| 7e \| Kim Heiduk \| Allemagne \| Ineos Grenadiers \| + 0 s \| \| 8e \| Lewis Bower \| Nouvelle-Zélande \| Groupama-FDJ \| + 0 s \| \| 9e \| Timo Kielich \| Belgique \| Alpecin-Deceuninck \| + 0 s \| \| 10e \| Toon Aerts \| Belgique \| Lotto \| + 0 s \| |                  |                  |                         |                 |
| |                  |                  |                         |                 |
| |                  |                  |                         |                 |
| Classement de l'étape |                  |                  |                         |                 |
| Coureur | Coureur          | Pays             | Équipe                  | Temps           |
| 1er | Davide Donati    | Italie           | Red Bull-BORA-hansgrohe | 3 h 33 min 23 s |
| 2e | Milan Fretin     | Belgique         | Cofidis                 | + 0 s           |
| 3e | Anders Foldager  | Danemark         | Team Jayco AlUla        | + 0 s           |
| 4e | Corbin Strong    | Nouvelle-Zélande | Israel-Premier Tech     | + 0 s           |
| 5e | Tibor Del Grosso | Pays-Bas         | Alpecin-Deceuninck      | + 0 s           |
| 6e | Henrik Pedersen  | Danemark         | Uno-X Mobility          | + 0 s           |
| 7e | Kim Heiduk       | Allemagne        | Ineos Grenadiers        | + 0 s           |
| 8e | Lewis Bower      | Nouvelle-Zélande | Groupama-FDJ            | + 0 s           |
| 9e | Timo Kielich     | Belgique         | Alpecin-Deceuninck      | + 0 s           |
| 10e | Toon Aerts       | Belgique         | Lotto                   | + 0 s           |

| \| Classement général \| Classement général \| Classement général \| Classement général \| Classement général \| \| Coureur \| Coureur \| Pays \| Équipe \| Temps \| \| ------------------ \| ------------------ \| ------------------ \| ----------------------------- \| ------------------ \| \| 1er \| Oliver Knight \| Royaume-Uni \| Cofidis \| 11 h 13 min 01 s \| \| 2e \| Corbin Strong \| Nouvelle-Zélande \| Israel-Premier Tech \| + 1 s \| \| 3e \| Anders Foldager \| Danemark \| Team Jayco AlUla \| + 2 s \| \| 4e \| Rasmus Tiller \| Norvège \| Uno-X Mobility \| + 5 s \| \| 5e \| Milan Fretin \| Belgique \| Cofidis \| + 5 s \| \| 6e \| Timo Kielich \| Belgique \| Alpecin-Deceuninck \| + 5 s \| \| 7e \| Louis Rouland \| France \| Arkéa-B&B Hotels \| + 5 s \| \| 8e \| Filippo Magli \| Italie \| VF Group-Bardiani CSF-Faizanè \| + 7 s \| \| 9e \| Mathias Vacek \| Tchéquie \| Lidl-Trek \| + 8 s \| \| 10e \| Kim Heiduk \| Allemagne \| Ineos Grenadiers \| + 9 s \| |                 |                  |                               |                  |
| |                 |                  |                               |                  |
| |                 |                  |                               |                  |
| Classement général |                 |                  |                               |                  |
| Coureur | Coureur         | Pays             | Équipe                        | Temps            |
| 1er | Oliver Knight   | Royaume-Uni      | Cofidis                       | 11 h 13 min 01 s |
| 2e | Corbin Strong   | Nouvelle-Zélande | Israel-Premier Tech           | + 1 s            |
| 3e | Anders Foldager | Danemark         | Team Jayco AlUla              | + 2 s            |
| 4e | Rasmus Tiller   | Norvège          | Uno-X Mobility                | + 5 s            |
| 5e | Milan Fretin    | Belgique         | Cofidis                       | + 5 s            |
| 6e | Timo Kielich    | Belgique         | Alpecin-Deceuninck            | + 5 s            |
| 7e | Louis Rouland   | France           | Arkéa-B&B Hotels              | + 5 s            |
| 8e | Filippo Magli   | Italie           | VF Group-Bardiani CSF-Faizanè | + 7 s            |
| 9e | Mathias Vacek   | Tchéquie         | Lidl-Trek                     | + 8 s            |
| 10e | Kim Heiduk      | Allemagne        | Ineos Grenadiers              | + 9 s            |

### 4eétape
Le jeune Belge Vlad Van Mechelen (Bahrain Victorious) s'isole en tête à 47 km du but mais est repris à une vingtaine de kilomètres de l'arrivée. Lors de la dernière ascension de la côte de Haute Rochette, suite à l'accélération de Mathias Vacek à 6 km du terme, un groupe de quatre hommes se forme composé aussi de Corbin Strong, Carlos Canal et Natnael Tesfatsion. Ces quatre hommes se disputent la victoire remportée par Mathias Vacek devant Corbin Strong qui s'empare du maillot orange pour une seconde.
| \| Classement de l'étape \| Classement de l'étape \| Classement de l'étape \| Classement de l'étape \| Classement de l'étape \| \| Coureur \| Coureur \| Pays \| Équipe \| Temps \| \| --------------------- \| ---------------------- \| --------------------- \| ----------------------------- \| --------------------- \| \| 1er \| Mathias Vacek \| Tchéquie \| Lidl-Trek \| 3 h 53 min 36 s \| \| 2e \| Corbin Strong \| Nouvelle-Zélande \| Israel-Premier Tech \| + 0 s \| \| 3e \| Carlos Canal \| Espagne \| Movistar Team \| + 0 s \| \| 4e \| Natnael Tesfatsion \| Érythrée \| Movistar Team \| + 0 s \| \| 5e \| Luca Mozzato \| Italie \| Arkéa-B&B Hotels \| + 7 s \| \| 6e \| Filippo Fiorelli \| Italie \| VF Group-Bardiani CSF-Faizanè \| + 7 s \| \| 7e \| Sakarias Koller Løland \| Norvège \| Uno-X Mobility \| + 7 s \| \| 8e \| Kim Heiduk \| Allemagne \| Ineos Grenadiers \| + 7 s \| \| 9e \| Lorenzo Conforti \| Italie \| VF Group-Bardiani CSF-Faizanè \| + 7 s \| \| 10e \| Timo Kielich \| Belgique \| Alpecin-Deceuninck \| + 7 s \| |                        |                  |                               |                 |
| |                        |                  |                               |                 |
| |                        |                  |                               |                 |
| Classement de l'étape |                        |                  |                               |                 |
| Coureur | Coureur                | Pays             | Équipe                        | Temps           |
| 1er | Mathias Vacek          | Tchéquie         | Lidl-Trek                     | 3 h 53 min 36 s |
| 2e | Corbin Strong          | Nouvelle-Zélande | Israel-Premier Tech           | + 0 s           |
| 3e | Carlos Canal           | Espagne          | Movistar Team                 | + 0 s           |
| 4e | Natnael Tesfatsion     | Érythrée         | Movistar Team                 | + 0 s           |
| 5e | Luca Mozzato           | Italie           | Arkéa-B&B Hotels              | + 7 s           |
| 6e | Filippo Fiorelli       | Italie           | VF Group-Bardiani CSF-Faizanè | + 7 s           |
| 7e | Sakarias Koller Løland | Norvège          | Uno-X Mobility                | + 7 s           |
| 8e | Kim Heiduk             | Allemagne        | Ineos Grenadiers              | + 7 s           |
| 9e | Lorenzo Conforti       | Italie           | VF Group-Bardiani CSF-Faizanè | + 7 s           |
| 10e | Timo Kielich           | Belgique         | Alpecin-Deceuninck            | + 7 s           |

| \| Classement général \| Classement général \| Classement général \| Classement général \| Classement général \| \| Coureur \| Coureur \| Pays \| Équipe \| Temps \| \| ------------------ \| ------------------ \| ------------------ \| ------------------- \| ------------------ \| \| 1er \| Corbin Strong \| Nouvelle-Zélande \| Israel-Premier Tech \| 15 h 06 min 30 s \| \| 2e \| Mathias Vacek \| Tchéquie \| Lidl-Trek \| + 1 s \| \| 3e \| Oliver Knight \| Royaume-Uni \| Cofidis \| + 14 s \| \| 4e \| Carlos Canal \| Espagne \| Movistar Team \| + 14 s \| \| 5e \| Anders Foldager \| Danemark \| Team Jayco AlUla \| + 16 s \| \| 6e \| Natnael Tesfatsion \| Érythrée \| Movistar Team \| + 18 s \| \| 7e \| Timo Kielich \| Belgique \| Alpecin-Deceuninck \| + 19 s \| \| 8e \| Vlad Van Mechelen \| Belgique \| Bahrain Victorious \| + 19 s \| \| 9e \| Kim Heiduk \| Allemagne \| Ineos Grenadiers \| + 20 s \| \| 10e \| Toon Aerts \| Belgique \| Lotto \| + 24 s \| |                    |                  |                     |                  |
| |                    |                  |                     |                  |
| |                    |                  |                     |                  |
| Classement général |                    |                  |                     |                  |
| Coureur | Coureur            | Pays             | Équipe              | Temps            |
| 1er | Corbin Strong      | Nouvelle-Zélande | Israel-Premier Tech | 15 h 06 min 30 s |
| 2e | Mathias Vacek      | Tchéquie         | Lidl-Trek           | + 1 s            |
| 3e | Oliver Knight      | Royaume-Uni      | Cofidis             | + 14 s           |
| 4e | Carlos Canal       | Espagne          | Movistar Team       | + 14 s           |
| 5e | Anders Foldager    | Danemark         | Team Jayco AlUla    | + 16 s           |
| 6e | Natnael Tesfatsion | Érythrée         | Movistar Team       | + 18 s           |
| 7e | Timo Kielich       | Belgique         | Alpecin-Deceuninck  | + 19 s           |
| 8e | Vlad Van Mechelen  | Belgique         | Bahrain Victorious  | + 19 s           |
| 9e | Kim Heiduk         | Allemagne        | Ineos Grenadiers    | + 20 s           |
| 10e | Toon Aerts         | Belgique         | Lotto               | + 24 s           |

### 5eétape
En début d'étape, treize coureurs forment l’échappée du jour et comptent un avantage maximal de quatre minutes sur le peloton. À huit kilomètres du terme, les fuyards ne sont plus que cinq : Rémy Rochas, Gianni Marchand, Clément Izquierdo, Lorenzo Milesi et Ben Swift. En vue de la ligne d'arrivée, le peloton fond sur les échappés mais Izquierdo résiste et garde une petite avance sur l'avant-garde du peloton dont Corbin Strong, deuxième de l'étape, qui conserve son maillot orange et remporte le classement général.
| \| Classement de l'étape \| Classement de l'étape \| Classement de l'étape \| Classement de l'étape \| Classement de l'étape \| \| Coureur \| Coureur \| Pays \| Équipe \| Temps \| \| --------------------- \| --------------------- \| --------------------- \| ----------------------------- \| --------------------- \| \| 1er \| Clément Izquierdo \| France \| Cofidis \| 4 h 26 min 39 s \| \| 2e \| Corbin Strong \| Nouvelle-Zélande \| Israel-Premier Tech \| + 0 s \| \| 3e \| Lorenzo Milesi \| Italie \| Movistar Team \| + 0 s \| \| 4e \| Rémy Rochas \| France \| Groupama-FDJ \| + 0 s \| \| 5e \| Filippo Fiorelli \| Italie \| VF Group-Bardiani CSF-Faizanè \| + 0 s \| \| 6e \| Gianni Marchand \| Belgique \| Tarteletto-Isorex \| + 0 s \| \| 7e \| Toon Aerts \| Belgique \| Lotto \| + 0 s \| \| 8e \| Nicolò Buratti \| Italie \| Bahrain Victorious \| + 0 s \| \| 9e \| Ben Swift \| Royaume-Uni \| Ineos Grenadiers \| + 0 s \| \| 10e \| Tibor Del Grosso \| Pays-Bas \| Alpecin-Deceuninck \| + 2 s \| |                   |                  |                               |                 |
| |                   |                  |                               |                 |
| |                   |                  |                               |                 |
| Classement de l'étape |                   |                  |                               |                 |
| Coureur | Coureur           | Pays             | Équipe                        | Temps           |
| 1er | Clément Izquierdo | France           | Cofidis                       | 4 h 26 min 39 s |
| 2e | Corbin Strong     | Nouvelle-Zélande | Israel-Premier Tech           | + 0 s           |
| 3e | Lorenzo Milesi    | Italie           | Movistar Team                 | + 0 s           |
| 4e | Rémy Rochas       | France           | Groupama-FDJ                  | + 0 s           |
| 5e | Filippo Fiorelli  | Italie           | VF Group-Bardiani CSF-Faizanè | + 0 s           |
| 6e | Gianni Marchand   | Belgique         | Tarteletto-Isorex             | + 0 s           |
| 7e | Toon Aerts        | Belgique         | Lotto                         | + 0 s           |
| 8e | Nicolò Buratti    | Italie           | Bahrain Victorious            | + 0 s           |
| 9e | Ben Swift         | Royaume-Uni      | Ineos Grenadiers              | + 0 s           |
| 10e | Tibor Del Grosso  | Pays-Bas         | Alpecin-Deceuninck            | + 2 s           |

## Classements finals

### Classement général
| \| Classement général \| Classement général \| Classement général \| Classement général \| Classement général \| \| Coureur \| Coureur \| Pays \| Équipe \| Temps \| \| ------------------ \| ------------------ \| ------------------ \| ----------------------------- \| ------------------ \| \| 1er \| Corbin Strong \| Nouvelle-Zélande \| Israel-Premier Tech \| 19 h 33 min 03 s \| \| 2e \| Mathias Vacek \| Tchéquie \| Lidl-Trek \| + 9 s \| \| 3e \| Oliver Knight \| Royaume-Uni \| Cofidis \| + 22 s \| \| 4e \| Carlos Canal \| Espagne \| Movistar Team \| + 22 s \| \| 5e \| Anders Foldager \| Danemark \| Team Jayco AlUla \| + 24 s \| \| 6e \| Natnael Tesfatsion \| Érythrée \| Movistar Team \| + 26 s \| \| 7e \| Vlad Van Mechelen \| Belgique \| Bahrain Victorious \| + 27 s \| \| 8e \| Kim Heiduk \| Allemagne \| Ineos Grenadiers \| + 28 s \| \| 9e \| Toon Aerts \| Belgique \| Lotto \| + 30 s \| \| 10e \| Filippo Fiorelli \| Italie \| VF Group-Bardiani CSF-Faizanè \| + 31 s \| |                    |                  |                               |                  |
| |                    |                  |                               |                  |
| |                    |                  |                               |                  |
| Classement général |                    |                  |                               |                  |
| Coureur | Coureur            | Pays             | Équipe                        | Temps            |
| 1er | Corbin Strong      | Nouvelle-Zélande | Israel-Premier Tech           | 19 h 33 min 03 s |
| 2e | Mathias Vacek      | Tchéquie         | Lidl-Trek                     | + 9 s            |
| 3e | Oliver Knight      | Royaume-Uni      | Cofidis                       | + 22 s           |
| 4e | Carlos Canal       | Espagne          | Movistar Team                 | + 22 s           |
| 5e | Anders Foldager    | Danemark         | Team Jayco AlUla              | + 24 s           |
| 6e | Natnael Tesfatsion | Érythrée         | Movistar Team                 | + 26 s           |
| 7e | Vlad Van Mechelen  | Belgique         | Bahrain Victorious            | + 27 s           |
| 8e | Kim Heiduk         | Allemagne        | Ineos Grenadiers              | + 28 s           |
| 9e | Toon Aerts         | Belgique         | Lotto                         | + 30 s           |
| 10e | Filippo Fiorelli   | Italie           | VF Group-Bardiani CSF-Faizanè | + 31 s           |

### Classements annexes
| Classement par points | Classement par points | Classement par points | Classement par points | Classement par points |
| Coureur               | Coureur               | Pays                  | Équipe                | Points                |
| --------------------- | --------------------- | --------------------- | --------------------- | --------------------- |
| 1er                   | Corbin Strong         | Nouvelle-Zélande      | Israel-Premier Tech   | 76 pts                |
| 2e                    | Oliver Knight         | Royaume-Uni           | Cofidis               | 35 pts                |
| 3e                    | Lorenzo Milesi        | Italie                | Movistar Team         | 35 pts                |

| Classement par points | Classement par points | Classement par points | Classement par points | Classement par points |
| Coureur               | Coureur               | Pays                  | Équipe                | Points                |
| --------------------- | --------------------- | --------------------- | --------------------- | --------------------- |
| 1er                   | Corbin Strong         | Nouvelle-Zélande      | Israel-Premier Tech   | 76 pts                |
| 2e                    | Oliver Knight         | Royaume-Uni           | Cofidis               | 35 pts                |
| 3e                    | Lorenzo Milesi        | Italie                | Movistar Team         | 35 pts                |

| Classement de la montagne | Classement de la montagne    | Classement de la montagne | Classement de la montagne | Classement de la montagne |
| Coureur                   | Coureur                      | Pays                      | Équipe                    | Points                    |
| ------------------------- | ---------------------------- | ------------------------- | ------------------------- | ------------------------- |
| 1er                       | Henri-François Renard-Haquin | France                    | Wagner Bazin WB           | 72 pts                    |
| 2e                        | Vlad Van Mechelen            | Belgique                  | Bahrain Victorious        | 48 pts                    |
| 3e                        | Tom Donnenwirth              | France                    | Groupama-FDJ              | 28 pts                    |

| Classement de la montagne | Classement de la montagne    | Classement de la montagne | Classement de la montagne | Classement de la montagne |
| Coureur                   | Coureur                      | Pays                      | Équipe                    | Points                    |
| ------------------------- | ---------------------------- | ------------------------- | ------------------------- | ------------------------- |
| 1er                       | Henri-François Renard-Haquin | France                    | Wagner Bazin WB           | 72 pts                    |
| 2e                        | Vlad Van Mechelen            | Belgique                  | Bahrain Victorious        | 48 pts                    |
| 3e                        | Tom Donnenwirth              | France                    | Groupama-FDJ              | 28 pts                    |

| Classement du meilleur jeune | Classement du meilleur jeune | Classement du meilleur jeune | Classement du meilleur jeune | Classement du meilleur jeune |
| Coureur                      | Coureur                      | Pays                         | Équipe                       | Temps                        |
| ---------------------------- | ---------------------------- | ---------------------------- | ---------------------------- | ---------------------------- |
| 1er                          | Mathias Vacek                | Tchéquie                     | Lidl-Trek                    | 19 h 33 min 12 s             |
| 2e                           | Anders Foldager              | Danemark                     | Team Jayco AlUla             | + 15 s                       |
| 3e                           | Vlad Van Mechelen            | Belgique                     | Bahrain Victorious           | + 18 s                       |

| Classement du meilleur jeune | Classement du meilleur jeune | Classement du meilleur jeune | Classement du meilleur jeune | Classement du meilleur jeune |
| Coureur                      | Coureur                      | Pays                         | Équipe                       | Temps                        |
| ---------------------------- | ---------------------------- | ---------------------------- | ---------------------------- | ---------------------------- |
| 1er                          | Mathias Vacek                | Tchéquie                     | Lidl-Trek                    | 19 h 33 min 12 s             |
| 2e                           | Anders Foldager              | Danemark                     | Team Jayco AlUla             | + 15 s                       |
| 3e                           | Vlad Van Mechelen            | Belgique                     | Bahrain Victorious           | + 18 s                       |

| Classement des sprints | Classement des sprints | Classement des sprints | Classement des sprints | Classement des sprints |
| Coureur                | Coureur                | Pays                   | Équipe                 | Points                 |
| ---------------------- | ---------------------- | ---------------------- | ---------------------- | ---------------------- |

| Classement des sprints | Classement des sprints | Classement des sprints | Classement des sprints | Classement des sprints |
| Coureur                | Coureur                | Pays                   | Équipe                 | Points                 |
| ---------------------- | ---------------------- | ---------------------- | ---------------------- | ---------------------- |

#### Classement par équipes
| Classement par équipes | Classement par équipes | Classement par équipes | Classement par équipes |
| Équipe                 | Équipe                 | Pays                   | Temps                  |
| ---------------------- | ---------------------- | ---------------------- | ---------------------- |
| 1re                    | Movistar Team          | Espagne                | 58 h 40 min 32 s       |
| 2e                     | Cofidis                | France                 | + 14 s                 |
| 3e                     | Intermarché-Wanty      | Belgique               | + 1 min 33 s           |

### Classement UCI
La course attribue des points au Classement mondial UCI 2025 selon le barème suivant.
| Position           | 1er | 2e  | 3e  | 4e  | 5e | 6e | 7e | 8e | 9e | 10e | 11e | 12e | 13e | 14e | 15e | 16e à 30e | 31e à 40e |
| Classement général | 200 | 150 | 125 | 100 | 85 | 70 | 60 | 50 | 40 | 35  | 30  | 25  | 20  | 15  | 10  | 5         | 3         |
| Par étape          | 20  | 10  | 5   |     |    |    |    |    |    |     |     |     |     |     |     |           |           |
| Leader, par étape  | 5   |     |     |     |    |    |    |    |    |     |     |     |     |     |     |           |           |

## Évolution des classements
| Étape              | Vainqueur          | Classement général | Classement par points | Classement de la montagne    | Classement des sprints intermédiaires | Classement du meilleur jeune | Classement par équipes |
| ------------------ | ------------------ | ------------------ | --------------------- | ---------------------------- | ------------------------------------- | ---------------------------- | ---------------------- |
| 1                  | Corbin Strong      | Corbin Strong      | Corbin Strong         | Kenneth Van Rooy             | Kenay De Moyer                        | Anders Foldager              | Jayco AlUla            |
| 2                  | Oliver Knight      | Oliver Knight      | Oliver Knight         | Kenneth Van Rooy             | Timo Kielich                          | Louis Rouland                | Jayco AlUla            |
| 3                  | Davide Donati      | Oliver Knight      | Corbin Strong         | Kenneth Van Rooy             | Timo Kielich                          | Anders Foldager              | Jayco AlUla            |
| 4                  | Mathias Vacek      | Corbin Strong      | Corbin Strong         | Vlad Van Mechelen            | Mathias Vacek                         | Mathias Vacek                | Movistar               |
| 5                  | Clément Izquierdo  | Corbin Strong      | Corbin Strong         | Henri-François Renard-Haquin | Henri-François Renard-Haquin          | Mathias Vacek                | Movistar               |
| Classements finals | Classements finals | Corbin Strong      | Corbin Strong         | Henri-François Renard-Haquin | Henri-François Renard-Haquin          | Mathias Vacek                | Movistar               |

## Liste des participants
| Alpecin-Deceuninck ADC              | Alpecin-Deceuninck ADC      | Alpecin-Deceuninck ADC |
| ----------------------------------- | --------------------------- | ---------------------- |
| Num                                 | Coureur                     | Pos                    |
| 1                                   | Lennert Belmans (BEL)       |                        |
| 2                                   | Tibor Del Grosso (NED)      |                        |
| 3                                   | Jimmy Janssens (BEL)        |                        |
| 4                                   | Timo Kielich (BEL)          |                        |
| 5                                   | Robbe Ghys (BEL)            |                        |
| 6                                   | Fabio Van den Bossche (BEL) |                        |
| 7                                   | Joran Wyseure (BEL)         |                        |
| Directeur sportif : Jens Keukeleire |                             |                        |

| Arkéa-B&B Hotels ARK                  | Arkéa-B&B Hotels ARK   | Arkéa-B&B Hotels ARK |
| ------------------------------------- | ---------------------- | -------------------- |
| Num                                   | Coureur                | Pos                  |
| 11                                    | Jenthe Biermans (BEL)  |                      |
| 12                                    | Louis Rouland (FRA)    |                      |
| 13                                    | Simon Guglielmi (FRA)  |                      |
| 14                                    | Léandre Lozouet (FRA)  |                      |
| 15                                    | Nicolas Milesi (ITA)   |                      |
| 16                                    | Luca Mozzato (ITA)     |                      |
| 17                                    | Florian Sénéchal (FRA) |                      |
| Directeur sportif : Sébastien Hinault |                        |                      |

| Bahrain Victorious TBV          | Bahrain Victorious TBV  | Bahrain Victorious TBV |
| ------------------------------- | ----------------------- | ---------------------- |
| Num                             | Coureur                 | Pos                    |
| 21                              | Nicolò Buratti (ITA)    |                        |
| 22                              | Roman Ermakov           |                        |
| 23                              | Matevž Govekar (SLO)    |                        |
| 24                              | Daniel Skerl (ITA)      |                        |
| 25                              | Oliver Stockwell (GBR)  |                        |
| 26                              | Vlad Van Mechelen (BEL) |                        |
| 27                              | Alessandro Borgo (ITA)  |                        |
| Directeur sportif : Borut Božič |                         |                        |

| Cofidis COF                         | Cofidis COF             | Cofidis COF |
| ----------------------------------- | ----------------------- | ----------- |
| Num                                 | Coureur                 | Pos         |
| 31                                  | Piet Allegaert (BEL)    |             |
| 32                                  | Aimé De Gendt (BEL)     |             |
| 33                                  | Clément Izquierdo (FRA) |             |
| 34                                  | Oliver Knight (GBR)     |             |
| 35                                  | Sylvain Moniquet (BEL)  |             |
| 36                                  | Ludovic Robeet (BEL)    |             |
| 37                                  | Milan Fretin (BEL)      |             |
| Directeur sportif : Benjamin Giraud |                         |             |

| Groupama-FDJ GFC                     | Groupama-FDJ GFC       | Groupama-FDJ GFC |
| ------------------------------------ | ---------------------- | ---------------- |
| Num                                  | Coureur                | Pos              |
| 41                                   | Lewis Bower (NZL)      |                  |
| 42                                   | Tom Donnenwirth (FRA)  |                  |
| 43                                   | Kevin Geniets (LUX)    |                  |
| 44                                   | Lorenzo Germani (ITA)  |                  |
| 45                                   | Olivier Le Gac (FRA)   |                  |
| 46                                   | Eddy Le Huitouze (FRA) |                  |
| 47                                   | Rémy Rochas (FRA)      |                  |
| Directeur sportif : Frédéric Guesdon |                        |                  |

| Ineos Grenadiers IGD             | Ineos Grenadiers IGD       | Ineos Grenadiers IGD |
| -------------------------------- | -------------------------- | -------------------- |
| Num                              | Coureur                    | Pos                  |
| 51                               | Omar Fraile (ESP)          |                      |
| 52                               | Kim Heiduk (GER)           |                      |
| 53                               | Salvatore Puccio (ITA)     |                      |
| 54                               | Brandon Rivera (COL)       |                      |
| 55                               | Artem Shmidt (USA)         |                      |
| 56                               | Ben Swift (GBR)            |                      |
| 57                               | Jonathan Castroviejo (ESP) |                      |
| Directeur sportif : Ian Stannard |                            |                      |

| Intermarché-Wanty IWA              | Intermarché-Wanty IWA | Intermarché-Wanty IWA |
| ---------------------------------- | --------------------- | --------------------- |
| Num                                | Coureur               | Pos                   |
| 61                                 | Dries De Pooter (BEL) |                       |
| 62                                 | Arne Marit (BEL)      |                       |
| 63                                 | Tom Paquot (BEL)      |                       |
| 64                                 | Simone Petilli (ITA)  |                       |
| 65                                 | Lorenzo Rota (ITA)    |                       |
| 66                                 | Dion Smith (NZL)      |                       |
| 67                                 | Luca Van Boven (BEL)  |                       |
| Directeur sportif : Steven De Neef |                       |                       |

| Lidl-Trek LTK                      | Lidl-Trek LTK               | Lidl-Trek LTK |
| ---------------------------------- | --------------------------- | ------------- |
| Num                                | Coureur                     | Pos           |
| 71                                 | Tim Declercq (BEL)          |               |
| 72                                 | Alex Kirsch (LUX)           |               |
| 73                                 | Juan Pedro López (ESP)      | AB-3          |
| 74                                 | Mathias Vacek (CZE) (route) |               |
| 75                                 | Jakob Söderqvist (SWE)      |               |
| 76                                 | Kristian Egholm (DEN)       |               |
| 77                                 | Ryan Gibbons (RSA)          |               |
| Directeur sportif : Maxime Monfort |                             |               |

| Movistar Team MOV                    | Movistar Team MOV        | Movistar Team MOV |
| ------------------------------------ | ------------------------ | ----------------- |
| Num                                  | Coureur                  | Pos               |
| 81                                   | Carlos Canal (ESP)       |                   |
| 82                                   | Davide Cimolai (ITA)     |                   |
| 83                                   | Lorenzo Milesi (ITA)     |                   |
| 84                                   | Manlio Moro (ITA)        |                   |
| 85                                   | Mathias Norsgaard (DEN)  |                   |
| 86                                   | Gonzalo Serrano (ESP)    |                   |
| 87                                   | Natnael Tesfatsion (ERI) |                   |
| Directeur sportif : Jürgen Roelandts |                          |                   |

| Red Bull-Bora-Hansgrohe RBH         | Red Bull-Bora-Hansgrohe RBH | Red Bull-Bora-Hansgrohe RBH |
| ----------------------------------- | --------------------------- | --------------------------- |
| Num                                 | Coureur                     | Pos                         |
| 91                                  | Filip Maciejuk (POL)        |                             |
| 92                                  | Roger Adrià (ESP)           |                             |
| 93                                  | Alexander Hajek (AUT)       |                             |
| 94                                  | Emil Herzog (GER)           |                             |
| 95                                  | Davide Donati (ITA)         |                             |
| 96                                  | Ryan Mullen (IRL)           | AB-3                        |
| 97                                  | Nate Pringle (NZL)          |                             |
| Directeur sportif : Christian Pömer |                             |                             |

| Team Jayco AlUla JAY             | Team Jayco AlUla JAY   | Team Jayco AlUla JAY |
| -------------------------------- | ---------------------- | -------------------- |
| Num                              | Coureur                | Pos                  |
| 101                              | Davide De Pretto (ITA) |                      |
| 102                              | Robert Donaldson (GBR) |                      |
| 103                              | Anders Foldager (DEN)  |                      |
| 104                              | Jelte Krijnsen (NED)   |                      |
| 105                              | Campbell Stewart (NZL) |                      |
| 106                              | Michael Hepburn (AUS)  |                      |
| Directeur sportif : Valerio Piva |                        |                      |

| Israel-Premier Tech IPT                      | Israel-Premier Tech IPT   | Israel-Premier Tech IPT |
| -------------------------------------------- | ------------------------- | ----------------------- |
| Num                                          | Coureur                   | Pos                     |
| 111                                          | Oded Kogut (ISR)          |                         |
| 112                                          | Nick Schultz (AUS)        |                         |
| 113                                          | Michael Schwarzmann (GER) |                         |
| 114                                          | Corbin Strong (NZL)       |                         |
| 115                                          | Tom Van Asbroeck (BEL)    |                         |
| 116                                          | Floris Van Tricht (BEL)   |                         |
| 117                                          | Brady Gilmore (AUS)       |                         |
| Directeur sportif : Jonathan Patrick McCarty |                           |                         |

| Lotto LOT                        | Lotto LOT                  | Lotto LOT |
| -------------------------------- | -------------------------- | --------- |
| Num                              | Coureur                    | Pos       |
| 121                              | Toon Aerts (BEL)           |           |
| 122                              | Lars Craps (BEL)           |           |
| 123                              | Milan Menten (BEL)         | NP-2      |
| 124                              | Robin Orins (BEL)          |           |
| 125                              | Liam Slock (BEL)           |           |
| 126                              | Henri Vandenabeele (BEL)   |           |
| 127                              | Baptiste Veistroffer (FRA) |           |
| Directeur sportif : Nikolas Maes |                            |           |

| Team Flanders-Baloise TFB                          | Team Flanders-Baloise TFB | Team Flanders-Baloise TFB |
| -------------------------------------------------- | ------------------------- | ------------------------- |
| Num                                                | Coureur                   | Pos                       |
| 131                                                | Lindsay De Vylder (BEL)   |                           |
| 132                                                | Aaron Van Poucke (BEL)    | AB-1                      |
| 133                                                | Jasper Dejaegher (BEL)    | AB-3                      |
| 134                                                | Siebe Deweirdt (BEL)      |                           |
| 135                                                | Milan Lanhove (BEL)       |                           |
| 136                                                | Elias Maris (BEL)         |                           |
| 137                                                | Victor Vercouillie (BEL)  |                           |
| Directeur sportif : Hans De Clercq, Andy Missotten |                           |                           |

| Team TotalEnergies TEN                | Team TotalEnergies TEN | Team TotalEnergies TEN |
| ------------------------------------- | ---------------------- | ---------------------- |
| Num                                   | Coureur                | Pos                    |
| 141                                   | Lucas Boniface (FRA)   |                        |
| 142                                   | Alexys Brunel (FRA)    |                        |
| 143                                   | Florian Dauphin (FRA)  |                        |
| 144                                   | Fabien Doubey (FRA)    |                        |
| 145                                   | Sandy Dujardin (FRA)   |                        |
| 146                                   | Samuel Leroux (FRA)    |                        |
| 147                                   | Lorrenzo Manzin (FRA)  |                        |
| Directeur sportif : Dominique Arnould |                        |                        |

| Uno-X Mobility UXM                  | Uno-X Mobility UXM           | Uno-X Mobility UXM |
| ----------------------------------- | ---------------------------- | ------------------ |
| Num                                 | Coureur                      | Pos                |
| 151                                 | Henrik Pedersen (DEN)        |                    |
| 152                                 | Rasmus Bøgh Wallin (DEN)     |                    |
| 153                                 | Martin Urianstad Bugge (NOR) |                    |
| 154                                 | Fredrik Dversnes (NOR)       |                    |
| 155                                 | Rasmus Tiller (NOR)          |                    |
| 156                                 | Amund Grøndahl Jansen (NOR)  |                    |
| 157                                 | Sakarias Koller Løland (NOR) |                    |
| Directeur sportif : Max Emil Kørner |                              |                    |

| VF Group-Bardiani CSF-Faizanè VBF     | VF Group-Bardiani CSF-Faizanè VBF | VF Group-Bardiani CSF-Faizanè VBF |
| ------------------------------------- | --------------------------------- | --------------------------------- |
| Num                                   | Coureur                           | Pos                               |
| 161                                   | Federico Biagini (ITA)            |                                   |
| 162                                   | Lorenzo Conforti (ITA)            |                                   |
| 163                                   | Filippo Fiorelli (ITA)            |                                   |
| 164                                   | Filippo Magli (ITA)               |                                   |
| 165                                   | Alessio Martinelli (ITA)          |                                   |
| 166                                   | Manuele Tarozzi (ITA)             | NP-3                              |
| 167                                   | Enrico Zanoncello (ITA)           |                                   |
| Directeur sportif : Roberto Reverberi |                                   |                                   |

| Wagner Bazin WB WB2                | Wagner Bazin WB WB2                | Wagner Bazin WB WB2 |
| ---------------------------------- | ---------------------------------- | ------------------- |
| Num                                | Coureur                            | Pos                 |
| 171                                | Floris De Tier (BEL)               |                     |
| 172                                | Cériel Desal (BEL)                 |                     |
| 173                                | Johan Meens (BEL)                  | AB-3                |
| 174                                | Davide Persico (ITA)               |                     |
| 175                                | Henri-François Renard-Haquin (FRA) |                     |
| 176                                | Marco Tizza (ITA)                  |                     |
| 177                                | Kenneth Van Rooy (BEL)             |                     |
| Directeur sportif : Olivier Kaisen |                                    |                     |

| Tarteletto-Isorex TIS | Tarteletto-Isorex TIS    | Tarteletto-Isorex TIS |
| --------------------- | ------------------------ | --------------------- |
| Num                   | Coureur                  | Pos                   |
| 181                   | Lennert Teugels (BEL)    |                       |
| 182                   | Gianni Marchand (BEL)    |                       |
| 183                   | Jordy Decottignies (BEL) |                       |
| 184                   | Ewout De Keyser (BEL)    |                       |
| 185                   | Robbe Claeys (BEL)       |                       |
| 186                   | Louis Blouwe (BEL)       |                       |
| 187                   | Timothy Dupont (BEL)     |                       |

| Baloise Glowi Lions TBL | Baloise Glowi Lions TBL | Baloise Glowi Lions TBL |
| ----------------------- | ----------------------- | ----------------------- |
| Num                     | Coureur                 | Pos                     |
| 191                     | Pim Ronhaar (NED)       |                         |
| 192                     | David Haverdings (NED)  |                         |
| 193                     | Lars van der Haar (NED) |                         |
| 194                     | Daan Mariën (BEL)       |                         |
| 195                     | Michiel Hillen (BEL)    |                         |
| 196                     | Olivier Godfroid (BEL)  |                         |
| 197                     | Maarten Verheyen (BEL)  | NP-3                    |

| Pauwels Sauzen-Cibel Clementines PSC | Pauwels Sauzen-Cibel Clementines PSC | Pauwels Sauzen-Cibel Clementines PSC |
| ------------------------------------ | ------------------------------------ | ------------------------------------ |
| Num                                  | Coureur                              | Pos                                  |
| 201                                  | Michael Vanthourenhout (BEL)         |                                      |
| 202                                  | Viktor Vandenberghe (BEL)            |                                      |
| 203                                  | Matti Van Speybroek (BEL)            |                                      |
| 204                                  | Wies Nuyens (BEL)                    |                                      |
| 205                                  | Yorben Lauryssen (BEL)               |                                      |
| 206                                  | Kenay De Moyer (BEL)                 |                                      |
| 207                                  | Kay De Bruyckere (BEL)               |                                      |
| Directeur sportif : Thomas Joseph    |                                      |                                      |

| Alpecin-Deceuninck ADC              | Alpecin-Deceuninck ADC      | Alpecin-Deceuninck ADC |
| ----------------------------------- | --------------------------- | ---------------------- |
| Num                                 | Coureur                     | Pos                    |
| 1                                   | Lennert Belmans (BEL)       |                        |
| 2                                   | Tibor Del Grosso (NED)      |                        |
| 3                                   | Jimmy Janssens (BEL)        |                        |
| 4                                   | Timo Kielich (BEL)          |                        |
| 5                                   | Robbe Ghys (BEL)            |                        |
| 6                                   | Fabio Van den Bossche (BEL) |                        |
| 7                                   | Joran Wyseure (BEL)         |                        |
| Directeur sportif : Jens Keukeleire |                             |                        |

| Arkéa-B&B Hotels ARK                  | Arkéa-B&B Hotels ARK   | Arkéa-B&B Hotels ARK |
| ------------------------------------- | ---------------------- | -------------------- |
| Num                                   | Coureur                | Pos                  |
| 11                                    | Jenthe Biermans (BEL)  |                      |
| 12                                    | Louis Rouland (FRA)    |                      |
| 13                                    | Simon Guglielmi (FRA)  |                      |
| 14                                    | Léandre Lozouet (FRA)  |                      |
| 15                                    | Nicolas Milesi (ITA)   |                      |
| 16                                    | Luca Mozzato (ITA)     |                      |
| 17                                    | Florian Sénéchal (FRA) |                      |
| Directeur sportif : Sébastien Hinault |                        |                      |

| Bahrain Victorious TBV          | Bahrain Victorious TBV  | Bahrain Victorious TBV |
| ------------------------------- | ----------------------- | ---------------------- |
| Num                             | Coureur                 | Pos                    |
| 21                              | Nicolò Buratti (ITA)    |                        |
| 22                              | Roman Ermakov           |                        |
| 23                              | Matevž Govekar (SLO)    |                        |
| 24                              | Daniel Skerl (ITA)      |                        |
| 25                              | Oliver Stockwell (GBR)  |                        |
| 26                              | Vlad Van Mechelen (BEL) |                        |
| 27                              | Alessandro Borgo (ITA)  |                        |
| Directeur sportif : Borut Božič |                         |                        |

| Cofidis COF                         | Cofidis COF             | Cofidis COF |
| ----------------------------------- | ----------------------- | ----------- |
| Num                                 | Coureur                 | Pos         |
| 31                                  | Piet Allegaert (BEL)    |             |
| 32                                  | Aimé De Gendt (BEL)     |             |
| 33                                  | Clément Izquierdo (FRA) |             |
| 34                                  | Oliver Knight (GBR)     |             |
| 35                                  | Sylvain Moniquet (BEL)  |             |
| 36                                  | Ludovic Robeet (BEL)    |             |
| 37                                  | Milan Fretin (BEL)      |             |
| Directeur sportif : Benjamin Giraud |                         |             |

| Groupama-FDJ GFC                     | Groupama-FDJ GFC       | Groupama-FDJ GFC |
| ------------------------------------ | ---------------------- | ---------------- |
| Num                                  | Coureur                | Pos              |
| 41                                   | Lewis Bower (NZL)      |                  |
| 42                                   | Tom Donnenwirth (FRA)  |                  |
| 43                                   | Kevin Geniets (LUX)    |                  |
| 44                                   | Lorenzo Germani (ITA)  |                  |
| 45                                   | Olivier Le Gac (FRA)   |                  |
| 46                                   | Eddy Le Huitouze (FRA) |                  |
| 47                                   | Rémy Rochas (FRA)      |                  |
| Directeur sportif : Frédéric Guesdon |                        |                  |

| Ineos Grenadiers IGD             | Ineos Grenadiers IGD       | Ineos Grenadiers IGD |
| -------------------------------- | -------------------------- | -------------------- |
| Num                              | Coureur                    | Pos                  |
| 51                               | Omar Fraile (ESP)          |                      |
| 52                               | Kim Heiduk (GER)           |                      |
| 53                               | Salvatore Puccio (ITA)     |                      |
| 54                               | Brandon Rivera (COL)       |                      |
| 55                               | Artem Shmidt (USA)         |                      |
| 56                               | Ben Swift (GBR)            |                      |
| 57                               | Jonathan Castroviejo (ESP) |                      |
| Directeur sportif : Ian Stannard |                            |                      |

| Intermarché-Wanty IWA              | Intermarché-Wanty IWA | Intermarché-Wanty IWA |
| ---------------------------------- | --------------------- | --------------------- |
| Num                                | Coureur               | Pos                   |
| 61                                 | Dries De Pooter (BEL) |                       |
| 62                                 | Arne Marit (BEL)      |                       |
| 63                                 | Tom Paquot (BEL)      |                       |
| 64                                 | Simone Petilli (ITA)  |                       |
| 65                                 | Lorenzo Rota (ITA)    |                       |
| 66                                 | Dion Smith (NZL)      |                       |
| 67                                 | Luca Van Boven (BEL)  |                       |
| Directeur sportif : Steven De Neef |                       |                       |

| Lidl-Trek LTK                      | Lidl-Trek LTK               | Lidl-Trek LTK |
| ---------------------------------- | --------------------------- | ------------- |
| Num                                | Coureur                     | Pos           |
| 71                                 | Tim Declercq (BEL)          |               |
| 72                                 | Alex Kirsch (LUX)           |               |
| 73                                 | Juan Pedro López (ESP)      | AB-3          |
| 74                                 | Mathias Vacek (CZE) (route) |               |
| 75                                 | Jakob Söderqvist (SWE)      |               |
| 76                                 | Kristian Egholm (DEN)       |               |
| 77                                 | Ryan Gibbons (RSA)          |               |
| Directeur sportif : Maxime Monfort |                             |               |

| Movistar Team MOV                    | Movistar Team MOV        | Movistar Team MOV |
| ------------------------------------ | ------------------------ | ----------------- |
| Num                                  | Coureur                  | Pos               |
| 81                                   | Carlos Canal (ESP)       |                   |
| 82                                   | Davide Cimolai (ITA)     |                   |
| 83                                   | Lorenzo Milesi (ITA)     |                   |
| 84                                   | Manlio Moro (ITA)        |                   |
| 85                                   | Mathias Norsgaard (DEN)  |                   |
| 86                                   | Gonzalo Serrano (ESP)    |                   |
| 87                                   | Natnael Tesfatsion (ERI) |                   |
| Directeur sportif : Jürgen Roelandts |                          |                   |

| Red Bull-Bora-Hansgrohe RBH         | Red Bull-Bora-Hansgrohe RBH | Red Bull-Bora-Hansgrohe RBH |
| ----------------------------------- | --------------------------- | --------------------------- |
| Num                                 | Coureur                     | Pos                         |
| 91                                  | Filip Maciejuk (POL)        |                             |
| 92                                  | Roger Adrià (ESP)           |                             |
| 93                                  | Alexander Hajek (AUT)       |                             |
| 94                                  | Emil Herzog (GER)           |                             |
| 95                                  | Davide Donati (ITA)         |                             |
| 96                                  | Ryan Mullen (IRL)           | AB-3                        |
| 97                                  | Nate Pringle (NZL)          |                             |
| Directeur sportif : Christian Pömer |                             |                             |

| Team Jayco AlUla JAY             | Team Jayco AlUla JAY   | Team Jayco AlUla JAY |
| -------------------------------- | ---------------------- | -------------------- |
| Num                              | Coureur                | Pos                  |
| 101                              | Davide De Pretto (ITA) |                      |
| 102                              | Robert Donaldson (GBR) |                      |
| 103                              | Anders Foldager (DEN)  |                      |
| 104                              | Jelte Krijnsen (NED)   |                      |
| 105                              | Campbell Stewart (NZL) |                      |
| 106                              | Michael Hepburn (AUS)  |                      |
| Directeur sportif : Valerio Piva |                        |                      |

| Israel-Premier Tech IPT                      | Israel-Premier Tech IPT   | Israel-Premier Tech IPT |
| -------------------------------------------- | ------------------------- | ----------------------- |
| Num                                          | Coureur                   | Pos                     |
| 111                                          | Oded Kogut (ISR)          |                         |
| 112                                          | Nick Schultz (AUS)        |                         |
| 113                                          | Michael Schwarzmann (GER) |                         |
| 114                                          | Corbin Strong (NZL)       |                         |
| 115                                          | Tom Van Asbroeck (BEL)    |                         |
| 116                                          | Floris Van Tricht (BEL)   |                         |
| 117                                          | Brady Gilmore (AUS)       |                         |
| Directeur sportif : Jonathan Patrick McCarty |                           |                         |

| Lotto LOT                        | Lotto LOT                  | Lotto LOT |
| -------------------------------- | -------------------------- | --------- |
| Num                              | Coureur                    | Pos       |
| 121                              | Toon Aerts (BEL)           |           |
| 122                              | Lars Craps (BEL)           |           |
| 123                              | Milan Menten (BEL)         | NP-2      |
| 124                              | Robin Orins (BEL)          |           |
| 125                              | Liam Slock (BEL)           |           |
| 126                              | Henri Vandenabeele (BEL)   |           |
| 127                              | Baptiste Veistroffer (FRA) |           |
| Directeur sportif : Nikolas Maes |                            |           |

| Team Flanders-Baloise TFB                          | Team Flanders-Baloise TFB | Team Flanders-Baloise TFB |
| -------------------------------------------------- | ------------------------- | ------------------------- |
| Num                                                | Coureur                   | Pos                       |
| 131                                                | Lindsay De Vylder (BEL)   |                           |
| 132                                                | Aaron Van Poucke (BEL)    | AB-1                      |
| 133                                                | Jasper Dejaegher (BEL)    | AB-3                      |
| 134                                                | Siebe Deweirdt (BEL)      |                           |
| 135                                                | Milan Lanhove (BEL)       |                           |
| 136                                                | Elias Maris (BEL)         |                           |
| 137                                                | Victor Vercouillie (BEL)  |                           |
| Directeur sportif : Hans De Clercq, Andy Missotten |                           |                           |

| Team TotalEnergies TEN                | Team TotalEnergies TEN | Team TotalEnergies TEN |
| ------------------------------------- | ---------------------- | ---------------------- |
| Num                                   | Coureur                | Pos                    |
| 141                                   | Lucas Boniface (FRA)   |                        |
| 142                                   | Alexys Brunel (FRA)    |                        |
| 143                                   | Florian Dauphin (FRA)  |                        |
| 144                                   | Fabien Doubey (FRA)    |                        |
| 145                                   | Sandy Dujardin (FRA)   |                        |
| 146                                   | Samuel Leroux (FRA)    |                        |
| 147                                   | Lorrenzo Manzin (FRA)  |                        |
| Directeur sportif : Dominique Arnould |                        |                        |

| Uno-X Mobility UXM                  | Uno-X Mobility UXM           | Uno-X Mobility UXM |
| ----------------------------------- | ---------------------------- | ------------------ |
| Num                                 | Coureur                      | Pos                |
| 151                                 | Henrik Pedersen (DEN)        |                    |
| 152                                 | Rasmus Bøgh Wallin (DEN)     |                    |
| 153                                 | Martin Urianstad Bugge (NOR) |                    |
| 154                                 | Fredrik Dversnes (NOR)       |                    |
| 155                                 | Rasmus Tiller (NOR)          |                    |
| 156                                 | Amund Grøndahl Jansen (NOR)  |                    |
| 157                                 | Sakarias Koller Løland (NOR) |                    |
| Directeur sportif : Max Emil Kørner |                              |                    |

| VF Group-Bardiani CSF-Faizanè VBF     | VF Group-Bardiani CSF-Faizanè VBF | VF Group-Bardiani CSF-Faizanè VBF |
| ------------------------------------- | --------------------------------- | --------------------------------- |
| Num                                   | Coureur                           | Pos                               |
| 161                                   | Federico Biagini (ITA)            |                                   |
| 162                                   | Lorenzo Conforti (ITA)            |                                   |
| 163                                   | Filippo Fiorelli (ITA)            |                                   |
| 164                                   | Filippo Magli (ITA)               |                                   |
| 165                                   | Alessio Martinelli (ITA)          |                                   |
| 166                                   | Manuele Tarozzi (ITA)             | NP-3                              |
| 167                                   | Enrico Zanoncello (ITA)           |                                   |
| Directeur sportif : Roberto Reverberi |                                   |                                   |

| Wagner Bazin WB WB2                | Wagner Bazin WB WB2                | Wagner Bazin WB WB2 |
| ---------------------------------- | ---------------------------------- | ------------------- |
| Num                                | Coureur                            | Pos                 |
| 171                                | Floris De Tier (BEL)               |                     |
| 172                                | Cériel Desal (BEL)                 |                     |
| 173                                | Johan Meens (BEL)                  | AB-3                |
| 174                                | Davide Persico (ITA)               |                     |
| 175                                | Henri-François Renard-Haquin (FRA) |                     |
| 176                                | Marco Tizza (ITA)                  |                     |
| 177                                | Kenneth Van Rooy (BEL)             |                     |
| Directeur sportif : Olivier Kaisen |                                    |                     |

| Tarteletto-Isorex TIS | Tarteletto-Isorex TIS    | Tarteletto-Isorex TIS |
| --------------------- | ------------------------ | --------------------- |
| Num                   | Coureur                  | Pos                   |
| 181                   | Lennert Teugels (BEL)    |                       |
| 182                   | Gianni Marchand (BEL)    |                       |
| 183                   | Jordy Decottignies (BEL) |                       |
| 184                   | Ewout De Keyser (BEL)    |                       |
| 185                   | Robbe Claeys (BEL)       |                       |
| 186                   | Louis Blouwe (BEL)       |                       |
| 187                   | Timothy Dupont (BEL)     |                       |

| Baloise Glowi Lions TBL | Baloise Glowi Lions TBL | Baloise Glowi Lions TBL |
| ----------------------- | ----------------------- | ----------------------- |
| Num                     | Coureur                 | Pos                     |
| 191                     | Pim Ronhaar (NED)       |                         |
| 192                     | David Haverdings (NED)  |                         |
| 193                     | Lars van der Haar (NED) |                         |
| 194                     | Daan Mariën (BEL)       |                         |
| 195                     | Michiel Hillen (BEL)    |                         |
| 196                     | Olivier Godfroid (BEL)  |                         |
| 197                     | Maarten Verheyen (BEL)  | NP-3                    |

| Pauwels Sauzen-Cibel Clementines PSC | Pauwels Sauzen-Cibel Clementines PSC | Pauwels Sauzen-Cibel Clementines PSC |
| ------------------------------------ | ------------------------------------ | ------------------------------------ |
| Num                                  | Coureur                              | Pos                                  |
| 201                                  | Michael Vanthourenhout (BEL)         |                                      |
| 202                                  | Viktor Vandenberghe (BEL)            |                                      |
| 203                                  | Matti Van Speybroek (BEL)            |                                      |
| 204                                  | Wies Nuyens (BEL)                    |                                      |
| 205                                  | Yorben Lauryssen (BEL)               |                                      |
| 206                                  | Kenay De Moyer (BEL)                 |                                      |
| 207                                  | Kay De Bruyckere (BEL)               |                                      |
| Directeur sportif : Thomas Joseph    |                                      |                                      |